# GAMER
『GAMER』（ゲーマー、原題: Gamer）は、2009年のアメリカ合衆国製作のSFアクション映画。『アドレナリン』シリーズのマーク・ネヴェルダインとブライアン・テイラーによる共同監督・脚本作品。近未来のアメリカを舞台にオンラインの仮想空間上で繰り広げられる戦闘ゲームを題材としている。

## ストーリー
マインドコントロール技術の発達した2034年の世界では、俳優として応募してきた人間の意識を操り仮想空間のキャラクターとして動かすことのできる「ソサエティ」というコミューンをつくるまでになっていた。
「ソサエティ」を開発した大富豪で天才科学者のケン・キャッスル（マイケル・C・ホール）は、「ソサエティ」に続く第二弾として「スレイヤー」というシステムを世に送り出す。
「スレイヤー」は「ソサエティ」と違い、刑務所収監中の囚人の意識をコントロールして行われる戦闘型仮想空間。囚人たちは刑罰の軽減や生き残ることが目的で「スレイヤー」に参加する。「スレイヤー」で繰り広げられる迫真の戦闘の模様はまたたく間に人気となり、世界中の多くの熱狂的な見物客を集めるようになる。
ケーブル（ジェラルド・バトラー）は連戦連勝を続ける「スレイヤー」の人気戦士である。ケーブルは現実世界ではジョン・ティルマンという殺人犯。ティルマンは自分が誰かの手によって殺人者に仕立てられたことに気づいていた。ティルマンは自らの無実の証明と自由を勝ち取るためにケーブルというキャラクターとして「スレイヤー」の戦闘に身を投じた経緯がある。
ケーブルを動かしているプレーヤーはニューヨーク在住のサイモン（ローガン・ラーマン）という17歳の孤独な少年。サイモンはケン・キャッスルの野望を阻止する地下組織「ヒューマンズ」からの接触を受け、自分が操るケーブルと直接双方向の会話ができるようになった。

## キャスト
| 役名                                                     | 俳優                               | 日本語吹替 |
| -------------------------------------------------------- | ---------------------------------- | ---------- |
| ジョン“ケーブル”ティルマン                               | ジェラルド・バトラー               | 小山力也   |
| ケン・キャッスル                                         | マイケル・C・ホール                | 小野塚貴志 |
| アンジー“ニカ”ティルマン（ケーブルの妻）                 | アンバー・ヴァレッタ               | 本田貴子   |
| サイモン・シルバートン                                   | ローガン・ラーマン                 | 小松史法   |
| ハックマン（ 囚人戦士）                                  | テリー・クルーズ                   | 乃村健次   |
| ブラザー（地下組織ヒューマンズのリーダー）               | クリス・"リュダクリス"・ブリッジス | 志村知幸   |
| ジーナ・パーカー・スミス（有名トークショー番組の司会者） | キーラ・セジウィック               | 唐沢潤     |
| フリーク（囚人仲間）                                     | ジョン・レグイザモ                 | 青山穣     |
| サンドラ（囚人仲間）                                     | ゾーイ・ベル                       | 永吉ユカ   |
| トーレス（ヒューマンズのメンバー）                       | アリソン・ローマン                 | 小島幸子   |
| デュード（ヒューマンズのメンバー）                       | アーロン・ヨー                     |            |
| スコッチ                                                 | ジョニー・ホイットワース           |            |